# Xəlil bəy Xasməmmədov

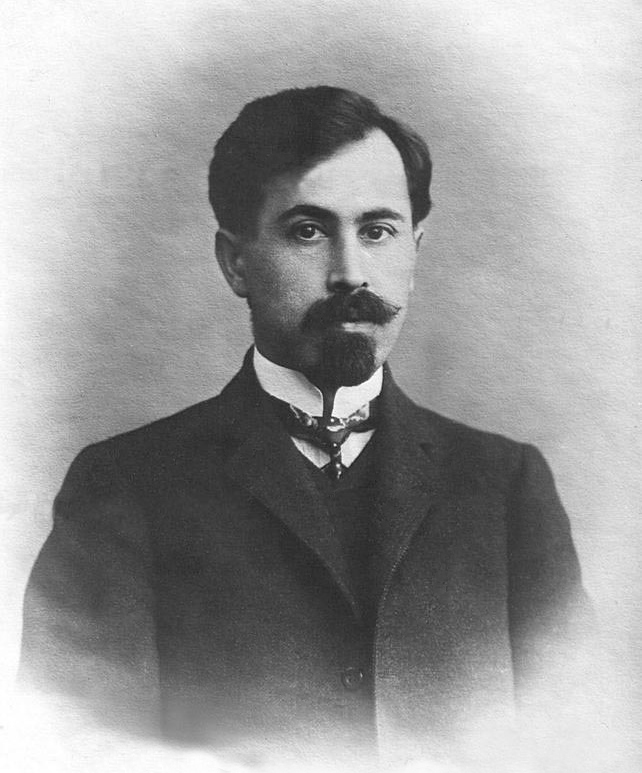
Xəlil bəy Xasməmmədov

Xəlil bəy Hacıbaba oğlu Xasməmmədov, eingedeutscht Chälil bäy Chasmämmädov (* 25.jul. / 6. November 1873greg. in Elisawetpol, heute Gəncə (Gandscha), Gouvernement Elisawetpol, Russisches Kaiserreich; † 11. August 1945 in Istanbul, Türkei) war ein aserbaidschanischer Politiker, Diplomat und Staatsmann.

## Werdegang
Xasməmmədov war in eine Anwaltsfamilie in Gəncə, der zweitgrößten Stadt Aserbaidschans (damals Elisawetpol) hineingeboren. Dort schloss er das Männergymnasium ab. 1895 absolvierte er ein Studium der Rechtswissenschaften an der Lomonossow-Universität Moskau. Während dieser Zeit begann Xasməmmədov politisch aktiv zu werden, wobei der berühmte krimtatarische Intellektuelle Ismail Gasprinski einen großen Einfluss auf seine politischen Ansichten hatte. Nach der Hochschulausbildung arbeitete er als Rechtsanwalt an Bezirksgerichten in Jekaterinador (heute Krasnodar) und Gəncə.

## Politische Laufbahn
Nach der russischen Revolution 1905 und den gewaltsamen Zusammenstößen zwischen Armeniern und Aserbaidschanern in Baku, Naxçıvan (Nachitschewan) und Şuşa (Schuscha) beteiligte sich Xasməmmədov zusammen mit seinem Bruder Alakbar an der Gründung der geheimen politischen Vereinigung „Difai“ (Verteidigung). Zu deren Gründern zählten auch Nəsib bəy Yusifbəyli und Əhməd bəy Ağayev, die späteren Staatsmänner der Demokratischen Republik Aserbaidschan (DRA). Das erklärte Ziel bestand darin, sich gegen die Übergriffe der radikal-nationalistischen Armenischen Revolutionären Föderation zur Wehr zu setzen.
Xasməmmədov saß als Abgeordneter in der ersten und zweiten russischen Duma. In einer Rede im November 1911 kritisierte er die diskriminierende Praxis gegen Aserbaidschaner und andere Kaukasusmuslime, die gezielt vom Militärdienst in der Kaiserlich Russischen Armee ferngehalten und mit Sondersteuer belegt würden. Später setzte er sich als Mitglied der Müsavat-Partei dezidiert für eine weitgehende politische Autonomie Aserbaidschans innerhalb des Russischen Kaiserreichs ein.
Bei der ersten Mitgliederversammlung von Müsavat Ende Oktober 1917 wurde Xasməmmədov in den Vorstand gewählt und vertrat die aserbaidschanische Delegation im Transkaukasischen Sejm bis zur Gründung der DRA am 28. Mai 1918. Er war einer der Mitunterzeichner der Unabhängigkeitserklärung der DRA in Tiflis.
Während der kurzen Existenzperiode (1918–1920) der DRA bekleidete Xasməmmədov Ministerposten in vier der insgesamt fünf Kabinette der aserbaidschanischen Regierung. Er war unter anderem der erste Justizminister des Landes (28. Mai – 17. Juni 1918), Innenminister vom 26. Dezember 1918 bis 16. Juni 1919 und wiederum Justizminister im letzten 5. Kabinett zwischen dem 24. Dezember 1919 und 1. April 1920. Kurze Zeit nach seiner Entlassung wurde Xasməmmədov zum Botschafter Aserbaidschans in der Türkei berufen.
Nach der Auflösung der DRA und der Etablierung der Sowjetmacht floh er gemeinsam mit Fətəli Xan Xoyski nach Tiflis, wo er im Juni 1920 von Aram Erkanjan und Misak Kirakosjan, zwei armenischen Attentätern attackiert und schwer verletzt wurde. Xoyski dagegen wurde getötet. Nach diesem Attentat setzte sich Xasməmmədov in die Türkei ab und verbrachte den Rest seines Lebens in Istanbul, wo er 1945 verstarb. Er wurde auf dem Friedhof Feriköy beigesetzt.